# Henri Peignaux
Henri Peignaux, né le 27 mars 1913 à Létra (Rhône) et mort le 3 août 1973 à Bron (Rhône), est un ancien pilote automobile français de rallyes et sur circuits, ayant exercé le métier de garagiste et de concessionnaire 
pour la marque Jaguar à Lyon; dans les années 1950 et 60.

## Biographie
Claude Henri Peignaux est né en 1913 à Létra, un village du Beaujolais dans le département du Rhône  et mort à Bron en 1973.
Concessionnaire à Lyon, rue Danton dans le 3e arrondissement pour la marque Jaguar, il participe à plusieurs courses et crée sa propre écurie.
En 1947, il participe au Rallye du Mont-Blanc au volant d'une Hotchkiss. Il remporte la catégorie 2.
En 1949, il participe au Rallye Monte Carlo au volant d'une Delahaye 135 coach avec Roger Montabert. Ils obtiennent la 55e place,.
En 1950, les 22 et 23 juillet, il gagne le Rallye du Mont-Blanc avec Jacques.Bidu, sur Hotchkiss 686 GS au sein de "l'écurie noire".
En 1951, le 12 septembre, il participe au Tour de France auto avec une Jaguar XK120, associé à Roger Montabert. 
En 1953, il remporte le Rallye Lyon Charbonnières, associé à  Roger Jacquin son mécanicien puis le 14 juin, il participe au Trophée de Savoie avec une Jaguar XK 120. 
En 1954, le 4 janvier, il participe au Grand Prix de Rio Janeiro et le 11, au Grand Prix de Sao Paulo sur le circuit d'Interlagos  sur Jaguar XK120C
Lors des 24 Heures du Mans 1958, il engage une Jaguar D-Type 3 litres . Elle fut accidentée et causa la  mort de Mary au 47e tour dans la courbe Dunlop (l'autre pilote étant alors André Guelfi).
Peignaux et Mary avaient déjà tenté de qualifier ensemble cette voiture lors de l'édition 1955 de l'épreuve mancelle. Ils avaient obtenu la troisième place au classement général lors de celle de 1957 (équipage Mary et Jean Lucas à l'époque, pour l'équipe Los Amigos).

## Voiture utilisée
- Hotchkiss 686 GS, 1075 PG 5,
- Jaguar XK 120, 6666 U 69[9],  n° de série 670028/1949 conduite à gauche
- Jaguar XK 120, 1039 AE 69, n° de série 660981/1952 conduite à droite, recarrossée en barquette en 1953 par Jean Barou à Tournon[10].
- Jaguar Type C, 2731 AC 69, n° de série XKC 016 /1953
- Jaguar Type D, 6478 AT 69, n° de série XKD 513 /1956[11]

## Palmarès
- Rallye du Mont-Blanc: 1950 (sur Hotchkiss 686 GS, copilote G.Bidu);
- Rallye Soleil Cannes: 1951 (sur Jaguar XK120 roadster)[12];
- Rallye Lyon-Charbonnières: 1953 (sur Jaguar XK120, copilote Roger Jacquin).